# Генрих II Немодлинский
Генрих II Немодлинский (пол. Henryk II Niemodliński; ок.1374 — 22 декабря 1394) — князь Стшелецкий и Немодлинский (1382—1394). Правил вместе с братьями Яном Кропидло, Болеславом IV и Бернардом.

## Биография
Представитель опольской линии Силезских Пястов. Третий сын князя Болеслава III Опольского и Анны, происхождение которой неизвестно. 
В 1382 году, после смерти отца, Генрих II вместе с братьями Яном Кропидло, Болеславом IV и Бернардом унаследовал Стшелецкое княжество. В том же 1382 году умер их дальний родственник, князь Генрих I Немодлинский, не оставивший детей, и Немодлинское княжество также досталось братьям, но без города Глогувек, который их дядя Владислав Опольчик присоединил к своим владениям. В это время Генрих II был еще несовершеннолетним, в связи с чем он оказался под опекой старшего брата Яна Кропидло, избравшего церковную карьеру, и дяди Владислава Опольчика.
О жизни Генриха II мало что известно. С ранних лет ему была предназначена церковная карьера, и он учился в университете Болоньи. Согласно Хронике Яна Длугоша, Генрих II умер во время возвращения в Польшу 22 декабря 1394 года. Он похоронен в некрополе опольских князей в часовне Святой Анны во францисканском монастыре в Ополе.